# 赤龙寺
赤龙寺，藏语称“赤龙日追”，位于西藏自治区拉萨市林周县旁多乡达龙村，是一座藏传佛教达隆噶举派寺院。

## 简介
赤龙寺位于西藏自治区拉萨市林周县旁多乡达龙村。为藏传佛教达隆噶举派寺院。达龙村周边有达隆寺（达隆噶举派的主寺）、赤龙寺、斯林寺等古迹。
2012年，该寺的15名僧人被评为西藏自治区爱国守法先进僧尼。
曲仲·阿旺强秋丹增是赤龙寺的第七世贡琼活佛，法名“阿旺强秋丹增嘉措”，信教群众习惯称他为“曲仲活佛”。他是第四届拉萨市佛教协会副会长。